# 水上亜弓
水上 亜弓（みずかみ あゆみ、7月1日 - ）は、日本の女優。山形県出身。

## 略歴・人物
日本大学芸術学部演劇学科演技コース卒業。大学卒業後、劇団青年座研究所実習科に入所。翌年卒業。
鮭スペアレの劇団員。